# Intel 8286

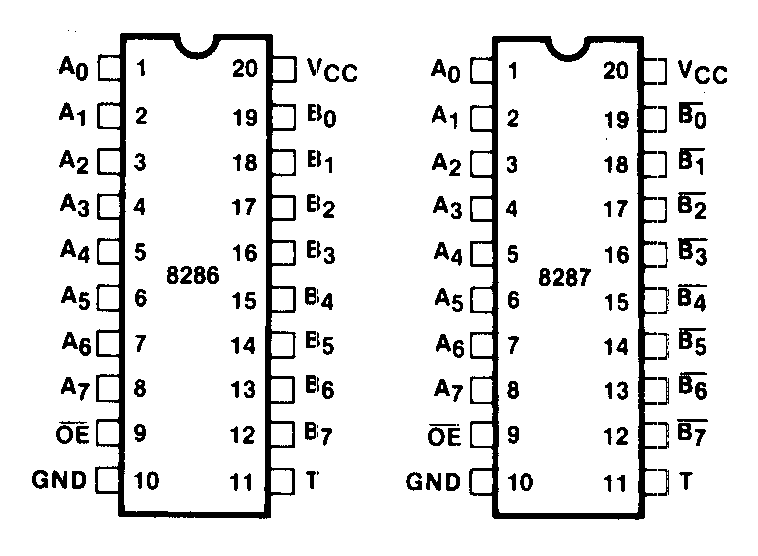
Pinbelegung 8286 und 8287

Der Intel 8286 ist ein bidirektionaler 8-Bit-Treiber, der primär für die Intel-8086/8087/8088/8089-Prozessoren entwickelt wurde. Der Baustein wird im 20-Pin-DIL-Gehäuse geliefert. Ist OE (Output Enable) auf GND geschaltet, ist der Baustein angewählt. Mit T (Transmit) wird die Datenflussrichtung festgelegt (0: B → A; 1: A → B). Der 8287 besitzt die gleiche Funktionalität, invertiert aber die Daten.
Der Intel 8286 wurde u. a. an NEC und Siemens lizenziert. Vom VEB Halbleiterwerk Frankfurt (Oder) wurde der Intel 8286 als DS8286D hergestellt.

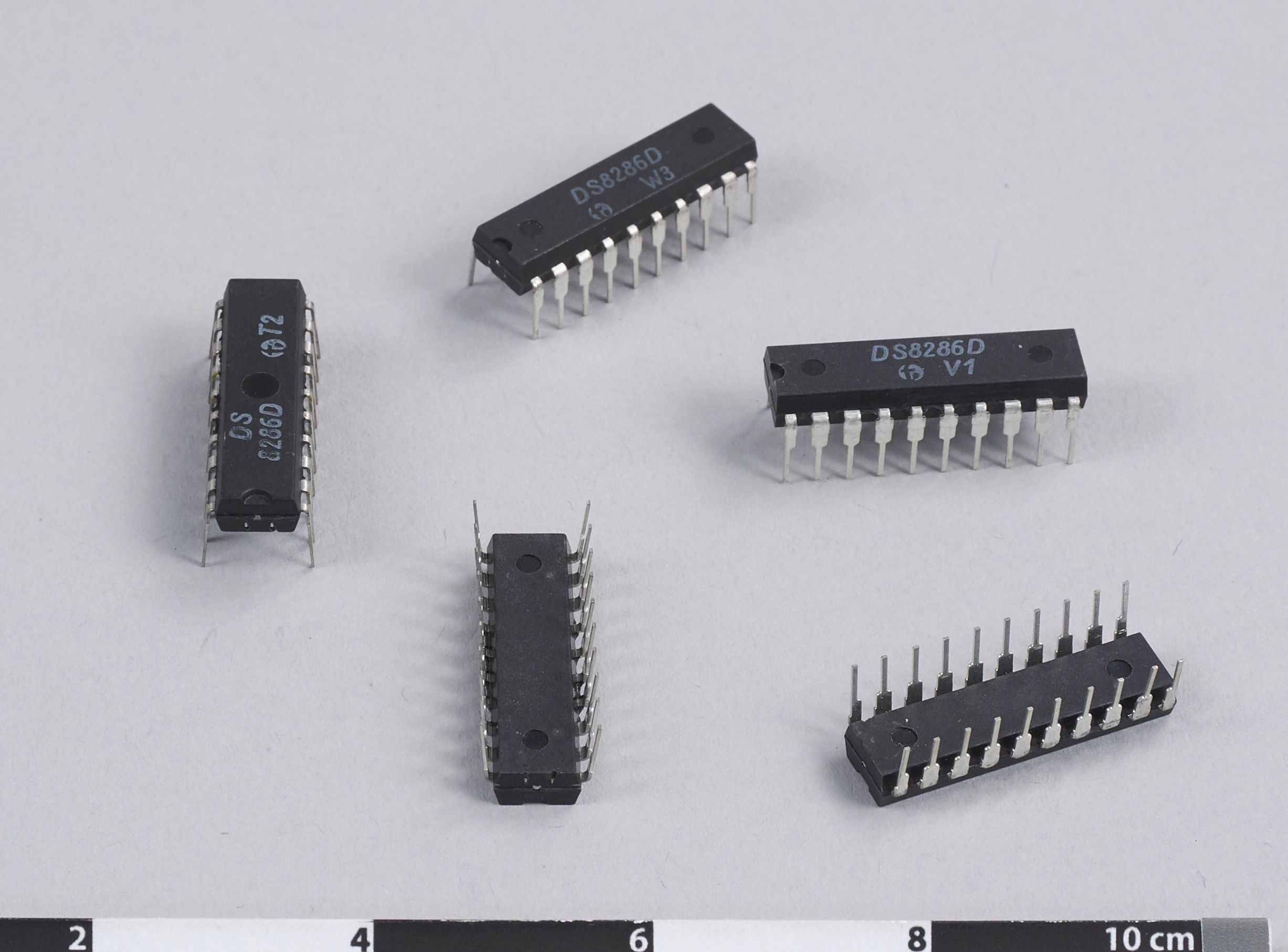
HFO DS8286D im Deutschen Museum
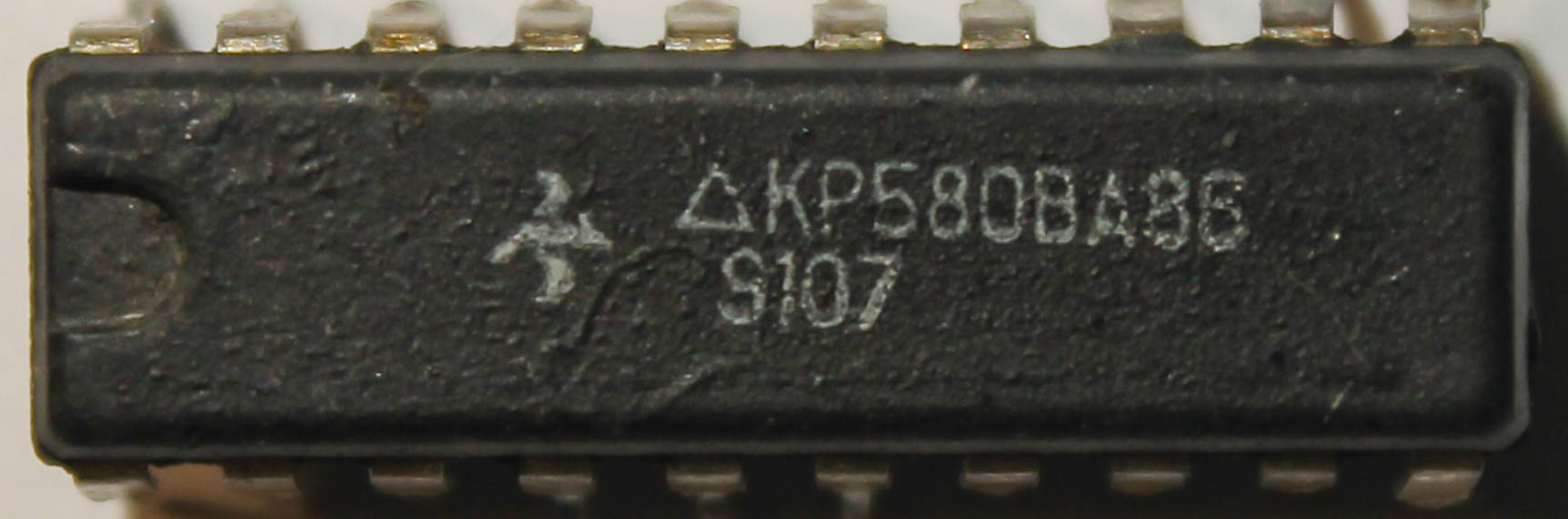
Äquivalenter Schaltkreis KR580WA86 aus sowjetischer Produktion